# Mormotus ornatus
Mormotus ornatus är en insektsart som beskrevs av Max Beier 1973. Mormotus ornatus ingår i släktet Mormotus och familjen vårtbitare. Inga underarter finns listade i Catalogue of Life.